# Räktjärv
Räktjärv är en sjö i Kalix kommun och Överkalix kommun i Norrbotten och ingår i Kalixälvens huvudavrinningsområde. Sjön har en area på 13,4 kvadratkilometer och ligger 35,1 meter över havet. Räktjärv ligger i Torne och Kalix älvsystem Natura 2000-område.
Sjön genomflyts av Kalixälven. På nordöstra sidan av sjön, i Överkalix kommun, finns en by med namnet Räktjärv. I södra änden, i Kalix kommun, finns en mindre bebyggelse med samma namn.

## Delavrinningsområde
Räktjärv ingår i det delavrinningsområde (735895-181633) som SMHI kallar för Utloppet av Räktjärv. Medelhöjden är 77 meter över havet och ytan är 73,97 kvadratkilometer. Räknas de 985 avrinningsområdena uppströms in blir den ackumulerade arean 17 379,09 kvadratkilometer. Avrinningsområdets utflöde Kalixälven (Kaitumälven) mynnar i havet. Avrinningsområdet består mestadels av skog (67 procent). Avrinningsområdet har 14,44 kvadratkilometer vattenytor vilket ger det en sjöprocent på 19,5 procent.